# Отруйні речовини кропивної дії

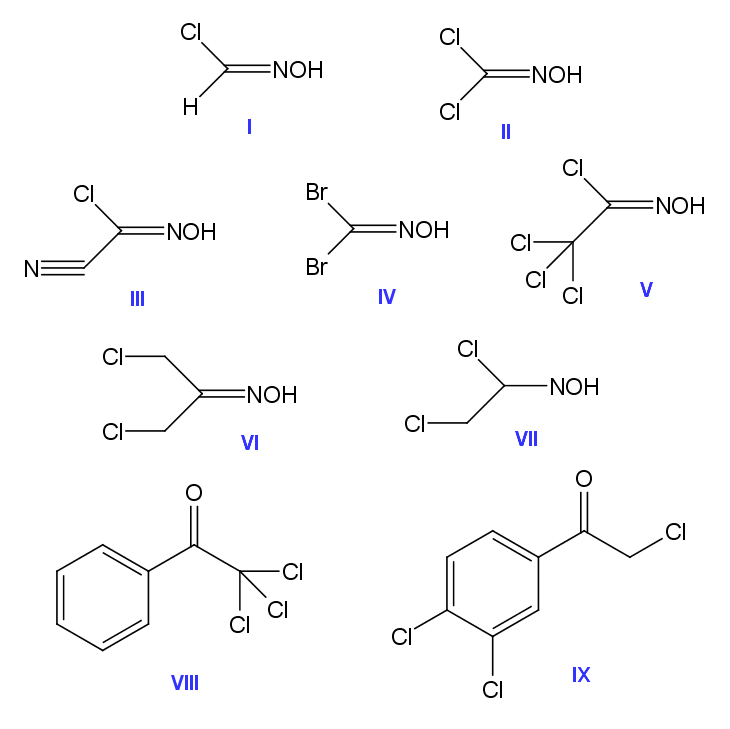
Типові представники ОР кропивної дії:
I — монохлороформоксим
II — дихлорформоксим
III — хлороціаноформоксим
IV — дибромоформоксим
V — трихлорометилформоксим
VI — ди(хлорометил)формоксим
VII — хлорометилхлороформоксим
VIII — ω-трихлороацетофенон
IX — ω-3,4-трихлороацетофенон

Отру́йні речови́ни кропи́вної ді́ї — галогеновані органічні сполуки, переважно галогенні похідні оксимів (альдоксими), що спричинюють сильний пекучий біль при контакті зі шкірою. Ці речовини традиційно відносять до більшого класу отруйних речовин шкірно-наривної дії.

## Історія
Перший представник класу кропивних ОР, монохлороформоксим CHCl=NOH, був синтезований ще у 1894 році, коли Р. Неф та Ю. Шолль проводили досліди із гримучою кислотою. Дихлоропохідна фосгеноксим CCl2=NOH, яка є найвідомішим представником цього класу, була отримана у 1929 році, а дибромо- і дийодопохідна — у 1930-х.
Початково до цього класу ОР відносили тільки структурні аналоги фосгеноксиму, однак дослідження показали, що схожу дію мають, зокрема, і галогенні похідні кетонів. Так, кропивну дію поряд зі сльозогінною виявляють ω-хлороацетофенон і симетричний дихлороацетон.
У 1934 році вперше з'явилися роботи, присвячені дослідженню можливостей використання таких речовин як хімічної зброї.. Оскільки вони не повністю відповідали типовим отруйним речовинам шкірно-наривної дії («жовтий хрест»), для виділення в окремий тип було запропоновано ввести позначення червоний хрест.
Жодна з кропивних речовин ніколи не використовувалася на полі бою, хоч фосгеноксим входив до арсеналу хімічної зброї Третього Рейху у Другій світовій війні, а у післявоєнний час його накопичування здійснювалося Радянським Союзом.

## Фізичні властивості
За звичайних умов ці речовини перебувають у формі безбарвних кристалів, мають гострий запах. Вони відносно нестійкі і зберігаються лише за низьких температур. У розчинах діоксану, нітрометану, гліцину, діетилового етеру можуть зберігатися тривалий час. Також вони швидко розкладаються у ґрунті, а впродовж незначного часу й на інших поверхнях та воді.

## Токсичність
Кропивні речовини чинять подразнюючу дію на дихальні шляхи та очі. Незначна концентрація цих ОР у формі пари або аерозолю спричинює кашель і біль у горлі. Цим вони нагадують дію фосгену, ймовірно через подібність у хімічній будові. Подразнення очей супроводжується сильною сльозотечею, запаленням рогівки (кератитом) і, за великих концентрацій, тимчасовою сліпотою.
Напівлетальна концентрація кропивних речовин у повітрі при їхньому вдиханні знаходиться на рівні 340 мг/м³ при двохвилинній дії.
Основний ефект від ОР кропивної дії проявляється при контакті зі шкірою. Наслідки ураження проявляються майже без прихованого періоду: ділянки шкіри у місці контакту набрякають і вкриваються білими пухирцям, що супроводжується сильним болем і свербінням, а відчуття печіння швидко розповсюджується по тілу та спричинює втрату дієздатності. Уражена шкіра частково відмирає (некроз шкіри), а пухирці залишають по собі глибокі виразки, які повільно загоюються. Ці наслідки можуть супроводжуватися головним болем, відчуттям страху і спазмами бронхіальних м'язів. Така дія отруйних речовин нагадує опіки від деяких видів медуз або токсичних риб, на кшталт Trachinus draco.
Механізм біологічної дії кропивних речовин є недостатньо вивченим. З огляду на те, що реакція організму на подразник наступає одразу після контакту, механізм ймовірно полягає у безпосередній реакції галогенних атомів із тіольними та аміногрупами білків (а не продуктів перетворення в організмі як у типових ОР шкірно-наривної дії).

## Протидія
Знезаражування об'єктів від ОР кропивної дії здійснюється розчинами лугів невеликих концентрацій, котрі нейтралізують типові оксими. Також ефективними є спиртові або водні розчини аміаку та мила.